# A Woman of No Importance
A Woman of No Importance er en britisk stumfilm fra 1921 af Denison Clift.

## Medvirkende
- Fay Compton som Rachel Arbuthnot
- Milton Rosmer som Lord Illingworth
- Ward McAllister som Gerald Arbuthnot
- Lillian Walker som Hester Hasley
- Henry Vibart as Farquhar
- Gwen Carton som Elsie Farquhar
- M. Gray Murray som Sir Thomas Harford
- Hetta Bartlett som Lady Cecilia